# الکساندر نوری
الکساندر نوری (زادهٔ ۲۰ اوت ۱۹۷۹) بازیکن سابق فوتبال و سرمربی اهل آلمان است. او ۱۴ سال به صورت حرفه‌ای با باشگاه‌های وردر برمن، سیاتل، اوردینگن، اسنابروک و هولشتاین کیل بازی کرد.

## زندگی شخصی
پدر نوری یک ایرانی‌تبار زاده شهر رشت که در آلمان دانشجوی شیمی و مادرش آلمانی است. نوری متأهل است و دارای دو فرزند می‌باشد؛ یک دختر به نام مینو و یک پسر به نام آریان. او شهروند دوگانه آلمانی-ایرانی است.

## دوران بازی
در رده جوانان وی سابقه حضور در باشگاه‌های بوکستهودر، فرورتز واکر، وردربرمن و سیاتل ساندرز آمریکا را دارد.

## دوران سرمربی گری
وی سابقه مربی‌گری در تیم باشگاه ورزشی وردر برمن در بوندسلیگا در فصل ۲۰۱۶/۲۰۱۷ را دارد.

## آمار
تا تاریخ مسابقه بازی شده ۱۴ ژوئن ۲۰۲۲
| تیم                      | از              | تا              | رکورد | رکورد | رکورد | رکورد | رکورد   |
| تیم                      | از              | تا              | G     | W     | D     | L     | پیروز % |
| ------------------------ | --------------- | --------------- | ----- | ----- | ----- | ----- | ------- |
| باشگاه فوتبال اولدنبورگ  | ۲۲ آوریل ۲۰۱۳   | ۳۰ ژوئن ۲۰۱۴    | ۴۵    | ۲۳    | ۱۱    | ۱۱    | ۰۵۱     |
| باشگاه ورزشی وردر برمنll | ۲۶ اکتبر ۲۰۱۴   | ۱۸ سپتامبر ۲۰۱۶ | ۶۸    | ۲۶    | ۱۸    | ۲۴    | ۰۳۸     |
| باشگاه ورزشی وردر برمن   | ۱۹ سپتامبر ۲۰۱۶ | ۳۰ اکتبر ۲۰۱۷   | ۴۳    | ۱۵    | ۱۱    | ۱۷    | ۰۳۵     |
| باشگاه فوتبال اینگولشتات | ۲۴ سپتامبر ۲۰۱۸ | ۲۶ نوامبر ۲۰۱۸  | ۸     | ۰     | ۳     | ۵     | ۰۰۰٫۰۰  |
| باشگاه فوتبال هرتابرلین  | ۱۱ فوریه ۲۰۲۰   | ۹ آوریل ۲۰۲۰    | ۴     | ۱     | ۲     | ۱     | ۰۲۵     |
| باشگاه فوتبال کاوالا     | ۱۰ سپتامبر ۲۰۲۱ | ۲۶ مارس ۲۰۲۲    | ۱۵    | ۳     | ۷     | ۵     | ۰۲۰     |
| مجموع                    | مجموع           | مجموع           | ۱۸۳   | ۶۸    | ۵۲    | ۶۳    | ۰۳۷     |